# Jay Roach
Jay Roach est un réalisateur, producteur, scénariste et directeur de la photographie américain, né le 14 juin 1957 à Albuquerque, (Nouveau-Mexique).

## Biographie

### Carrière
Son premier succès sera la comédie Austin Powers réalisée en 1997 parodiant James Bond ; le film met à l'affiche Mike Myers et Elizabeth Hurley.
Le film connaîtra un immense succès commercial qui donnera lieu à deux suites.
En 1999, il revient avec le second opus de la série à succès Austin Powers 2 : L'Espion qui m'a tirée ; toujours avec le même succès, le film reprend « là où nous avions laissé Austin » dans le premier. Heather Graham sera cette fois au rendez-vous.
Toujours en 1999, Jay Roach réalise Mystery, Alaska qui aura peu de succès ; le film se passe en Alaska dans la petite ville de Mystery.
En 2000, il revient avec une grosse comédie à succès, Mon beau-père et moi, au casting hollywoodien comprenant de Robert De Niro et Ben Stiller.
À partir de la fin des années 2000, Jay Roach se spécialise dans les téléfilms HBO de qualité, en prime-time, très souvent bien reçus par la critique et récompensés aux Primetime Emmy Awards. Tous sont liés à la politique américaine : Recount, sur la bataille judiciaire concernant le crucial recompte de l'état de Floride, décisif pour l'élection présidentielle américaine de 2000 ; Game Change, sur Sarah Palin, colistière de John McCain pour l'élection présidentielle américaine de 2008 et All the Way, sur le président Lyndon B. Johnson.
Cela peut se cumuler avec les films Moi, député et Trumbo, centrés sur la politique.

### Vie privée
Depuis 1993, il est l'époux de Susanna Hoffs, chanteuse des Bangles. Ils ont deux fils, Jackson (né en 1995) et Sam (né en 1998).

## Filmographie

### comme réalisateur
- 1990 : Zoo Radio
- 1997 : Austin Powers (Austin Powers: International Man of Mystery)
- 1999 : Austin Powers 2 : L'Espion qui m'a tirée (Austin Powers: The Spy Who Shagged Me)
- 1999 : Mystery, Alaska
- 2000 : Mon beau-père et moi (Meet the Parents)
- 2002 : Austin Powers dans Goldmember (Austin Powers 3 : Goldmember)
- 2004 : Mon beau-père, mes parents et moi (Meet the Fockers)
- 2008 : Recount (TV)
- 2010 : The Dinner (Dinner for Schmucks)
- 2012 : Game Change (TV)
- 2012 : Moi, député (The Campaign)
- 2015 : Dalton Trumbo (Trumbo)
- 2016 : All the Way (téléfilm)
- 2019 : Scandale (Bombshell)
- 2025 : La Guerre des Rose (The Roses)

### comme producteur
- 1993 : Space Rangers (en) (série télévisée)
- 1993 : Lifepod (TV)
- 1994 : Billets pour l'enfer (Blown Away)
- 1996 : The Empty Mirror (en)
- 2000 : Mon beau-père et moi (Meet the Parents)
- 2004 : Amour et amnésie (50 First Dates)
- 2004 : American Candidate (série télévisée)
- 2004 : Mon beau-père, mes parents et moi (Meet the Fockers)
- 2005 : H2G2 : Le Guide du voyageur galactique (The Hitchhiker's Guide to the Galaxy)
- 2006 : Borat, leçons culturelles sur l'Amérique au profit glorieuse nation Kazakhstan (Borat: Cultural Learnings of America for Make Benefit Glorious Nation of Kazakhstan)
- 2010 : Little Fockers (Mon beau-père et nous)
- 2012 : Game Change (TV)
- 2012 : Moi, député (The Campaign)
- 2016 : All the Way (téléfilm)
- 2017 : The Secret Man - Mark Felt (Mark Felt: The Man Who Brought Down the White House) de Peter Landesman
- 2025 : La Guerre des Rose (The Roses) de lui-même

### comme scénariste
- 1993 : Space Rangers (en) (série télévisée)

### comme directeur de la photographie
- 1986 : Odyssey
- 1997 : Sound of Peace

## Récompenses
- 2013 : Meilleur producteur pour une mini-série ou un téléfilm au Producers Guild of America Awards pour Game Change
- 2013 : Meilleur réalisateur de mini-série ou de téléfilm au Directors Guild of America Awards pour Game Change